# Коханська Людмила Володимирівна
Людми́ла Володи́мирівна Фе́дорова-Коха́нська (нар. 1958) — Заслужена артистка України (2003), бандуристка-вокалістка, лауреат міжнародних та всеукраїнських конкурсів, завідувачка кафедри бандури НМА Україна імені Чайковського, професор кафедри бандури та фольклору Київського національного університету культури і мистецтв. 
Своєю активною концертно-виконавською діяльністю вносить вагомий вклад у розвиток та пропаганду національної української музичної культури (зокрема розповсюдженню та поширенню бандурного виконавства в Європі).

## Нагороди
- Нагороджена міжнародною премією «Дружба» — «За внесок у єднання людей всього світу в ім'я прогресу на Землі» (1997).
- Лауреат І премії Міжнародного конкурсу-фестивалю «Європейські зустрічі» (Шатр, Франція, 1996).
- Лауреат І премії Всеукраїнського конкурсу (Одеса, 1981)
- Лауреат II премій у складі тріо бандуристів (Івано-Франківськ, 1988).

## Учні
Виховала 35 музикантів, 3 аспірантів, 9 лауреатів та дипломантів міжнародних і національних конкурсів, четверо з них – педагоги вищих навчальних закладів України, В.-В. М. Задорожна, В. Ваколюк, Т. Яницький, О. Черній нагороджені почесним званням «Заслужений артист України»..